# Marnixplein
La Marnixplein (« Place Marnix » en néerlandais) est une place du centre d'Amsterdam, aux Pays-Bas. Située à la frontière du quartier du Jordaan et de l'arrondissement de Amsterdam-West, elle fut aménagée dans les années 1970. Tout comme la Marnixstraat (et le Marnixplatsoenen, elle a été baptisée en l'honneur de Philippe de Marnix de Sainte-Aldegonde (1540-1598), écrivain, homme politique et confident de Guillaume d'Orange.